# سلیم سه‌نواره
سلیم سه‌نواره (نام علمی: Charadrius tricollaris) نام یک گونه از سرده سلیم‌های طوق‌دار است.